# Pont-d'Ouilly
Pont-d'Ouilly är en kommun i departementet Calvados i regionen Normandie i norra Frankrike. Kommunen ligger i kantonen Falaise-Nord som ligger i arrondissementet Caen. År 2022 hade Pont-d'Ouilly 999 invånare.

## Befolkningsutveckling
Antalet invånare i kommunen Pont-d'Ouilly
Referens:INSEE